# 托爾奇茨基斯泰波克
49°19′49″N 30°4′16″E / 49.33028°N 30.07111°E
托爾奇茨基-斯泰波克（羅馬化：Torchytskyi Stepok）是位於烏克蘭北部的村莊，由基辅州白采爾克瓦區的斯塔維謝市鎮負責管轄。該村處於托爾茨河畔，始建於1764年，面積0.65平方公里，海拔高度217米，2001年人口110。